# Tjoarvekrájgge
Tjoarvekrájgge (även kallad Tjorve; tidigare felaktigt kallad Čoarvvekraigi) är Norges och Skandinaviens längsta och näst djupaste grotta. Den ligger i Bonådalen i Sørfold kommune i Nordland. Grottan är nästan 500 m djup och har en kartlagd längd på 25.167 m [augusti 2016].
Tjorve var inte känd för grottforskare förrän 1993 då den upptäcktes av de svenska grottutforskarna Torbjörn Doj och Johannes Lundberg.
Grottans lulesamiska namn kan översättas till horngrottan.
Tjorvekrájgge är långt ifrån färdigutforskad, och Tjoarvekrájggeprojektet arbetar för att längden ska öka ännu mer de närmaste åren. Tjoravekrájggeprojektet lägger ner ett stort arbete på utforskning, kartläggning och dokumentation.